# Theodoric (cardinal)
Theodoric   (né à Trèves, et mort le 21 décembre (ou le 22) 1115) est un cardinal du XIe siècle et du XIIe siècle. 

## Biographie
Le pape Urbain II le crée cardinal lors d'un consistoire en 1094. En 1115 Theodoric  est nommé légat en Allemagne et Hongrie. Il organise un synode à Goslar et persuade les princes de ces royaumes de ne pas intervenir dans les élections des abbés et des évêques.

## Sources
- Fiche du cardinal sur le site fiu.edu